# Großer Rauhenkopf
Der Große Rauhenkopf oder Großer Rauher Kopf (teilweise Raunenkopf) ist ein 1604 m ü. NHN hoher Gipfel am südlichen Ausläufer des Untersbergs in den Berchtesgadener Alpen. In der Nähe des Gipfels befindet sich eine Pseudolit-Funkstation des GALILEO-Testsystems.
Rund 250 Meter südlich befindet sich der 1518 m ü. NHN hohe Gipfel des Kleinen Rauhenkopfs (oder Kleiner Raunenkopf).

## Besteigung
Der Große Rauhenkopf wird meist von Süden vom Aschauer Weiher, Bischofswiesen oder Maria Gern aus bestiegen. Von Norden kann der Gipfel im Abstieg vom Leiterl/Gatterl über den Bannkopf und den teils gesicherten Nordgrat (UIAA I) erreicht werden.

## Aussicht
Vom Gipfel hat man einen guten Blick auf Bischofswiesen, Berchtesgaden, den Rotofen und das Lattengebirge sowie die Zweitausender der Berchtesgadener Alpen wie Hoher Göll, Watzmann und Hochkalter.